# Franja Aérea Matekane
La Franja Aérea Matekane es un aeropuerto en Lesoto.
Ha sido considerada como una de las pistas de aterrizaje más difíciles del mundo.
La pista tiene una longitud de 400 metros y termina al borde de un acantilado de 600 metros de profundidad. El aeropuerto es utilizado por las organizaciones de caridad y médicos para acceder a las remotas poblaciones de Lesoto.